# Charly Nouck
Charly Nouck, né le 21 mars 2004 à Odense au Danemark, est un footballeur danois qui évolue au poste d'ailier droit au Viborg FF.

## Biographie

### En club
Né à Odense au Danemark, Charly Nouck commence le football avec le club local de l'OKS puis il joue pour le Næsby Boldklub (en) avant de rejoindre l'Odense BK. Le 3 juin 2021, il signe un nouveau contrat de deux ans avec l'Odense BK.
Le jeune ailier participe ainsi aux matchs de présaison de son équipe lors de l'été 2022, où il gagne du temps de jeu durant les matchs amicaux, profitant notamment de l'absence sur blessure d'Emmanuel Sabbi et faisant forte impression aux yeux de son entraîneur, Andreas Alm. Le 7 juillet 2022, Nouck prolonge son contrat avec l'OB, étant alors lié au club jusqu'en juin 2026. Il est par la même occasion intégré définitivement à l'équipe première. 
Le 18 juillet 2022, il joue son premier match en professionnel, lors de la première journée de la saison 2022-2023 de Superligaen, l'élite du football danois, contre le FC Nordsjælland. Il entre en jeu à la place de Bashkim Kadrii et son équipe s'incline par deux buts à zéro ce jour-là. Nouck inscrit son premier but dès sa deuxième apparition en professionnel, le 24 juillet 2022 contre le Randers FC, en championnat. Titularisé pour la première fois, il délivre une passe décisive pour Bashkim Kadrii sur l'ouverture du score avant de marquer à son tour, mais il ne permet pas à son équipe de s'imposer (2-2 score final).
Le 15 juillet 2024, Charly Nouck rejoint le Viborg FF pour un contrat de quatre ans, soit jusqu'en juin 2028. Dans le cadre de cet accord, Jakob Bonde fait le chemin inverse en signant à l'OB,.

### En sélection
Charly Nouck représente l'équipe du Danemark des moins de 19 ans. Il joue un total de sept matchs et marque deux buts. Le premier lors de sa deuxième apparition, le 24 septembre 2022, lors de la victoire de son équipe face au Monténégro (6-1 score final) et le second contre la Tchéquie le 21 novembre 2022 (victoire 1-3 du Danemark).